# 40P/Väisälä
40P/Väisälä (również Väisälä 1) – kometa okresowa z rodziny Jowisza. 

## Odkrycie
Kometę tę odkrył fiński astronom Yrjö Väisälä 8 lutego 1939 roku w Turku. W nazwie znajduje się zatem nazwisko odkrywcy.

## Orbita komety i właściwości fizyczne
Orbita komety 40P/Väisälä ma kształt elipsy o mimośrodzie 0,63. Jej peryhelium znajduje się w odległości 1,82 j.a., aphelium zaś 8,06 j.a. od Słońca. Jej okres obiegu wokół Słońca wynosi 10,98 roku, nachylenie do ekliptyki to wartość 11,49˚.
Jądro tej komety ma rozmiary 4,2 km.